# Halcón ML-57
El ML-57 es un subfusil argentino producido por la Fábrica de Armas Halcón.

## Visión general
Tan buenos como fueron los Halcón M-1943, que el ML-57 fue requerido ya que era una alternativa más barata/ligera a los fusiles FN FAL que cumplían este papel en el servicio argentino. El arma del Ejército Argentino dispara el cartucho 9 x 19 Parabellum y el de las fuerzas policiales dispara el cartucho .45 ACP, desde cargadores curvos de 40 balas.

## Variantes

### ML-60
Una variante posterior del ML-57 era el ML-60, que alberga un conjunto de dos gatillos que permite seleccionar las capacidades de fuego.

## Usuarios
- Argentina
  - Ejército Argentino
  - Fuerza Aérea Argentina
  - Gendarmería Nacional Argentina
  - Policía Federal Argentina
  - Prefectura Naval Argentina
  - Servicio penitenciario federal